# 亚历山大·博尔特尼科夫
亚历山大·瓦西里耶维奇·博尔特尼科夫（俄語：Александр Васильевич Бортников；1951年11月15日—）是俄罗斯政府官员。自2008年5月12日起，担任俄罗斯聯邦安全局局长。

## 经历
1951年11月15日出生于苏联彼尔姆市，1973年毕业于列宁格勒铁路运输学院。
1975年，加入克格勃，并进入国家安全机关工作。苏联解体后，继续任职。2003年6月至2004年3月，担任俄罗斯联邦安全局圣彼得堡市和列宁格勒州管理局局长。2004年2月至2008年5月，担任俄罗斯联邦安全局副局长、俄罗斯联邦安全局經濟安全處處長。2006年12月，被授予大将军衔。2008年5月12日，被任命为俄罗斯联邦安全局局长。

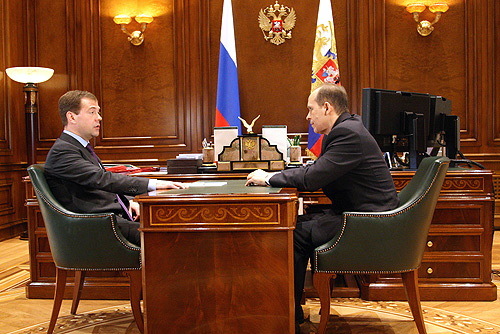
2009年3月，博尔特尼科夫与总统德米特里·阿纳托利耶维奇·梅德韦杰夫举行工作会议，讨论车臣共和国的反恐问题

## 国际交流
在2014年俄羅斯合併克里米亞后，欧盟将一些俄罗斯官员列入制裁名单，身为聯邦安全局局长的博尔特尼科夫却不在名单之列。
2015年2月10日，博尔特尼科夫在北京与中国公安部部长郭声琨举行会谈，讨论了执法安全合作问题。2月18日，应美国方面的邀请，博尔特尼科夫作为代表团团长参加了在华盛顿举行的反暴力极端主义峰会。

## 荣誉
- 四级圣乔治勋章
- 完整的一至四级祖国功勋勋章
- 亚历山大·涅夫斯基勋章
- 军功勋章
- 荣誉勋章
- 友谊勋章